# Jean Gravelle
Israel Jean Orval Gravelle (* 7. Dezember 1927 in Aylmer, Québec; † 18. Januar 1997 in Trenton, Ontario) war ein kanadischer Eishockeyspieler. Bei den Olympischen Winterspielen 1948 gewann er als Mitglied der kanadischen Nationalmannschaft die Goldmedaille.   

## Karriere
Jean Gravelle begann seine Karriere als Eishockeyspieler in seiner Heimatstadt bei den Aylmer Shamrocks, für die er in der Saison 1943/44 in der Ontario Junior Hockey League aktiv war. Anschließend spielte er ein Jahr lang für die Hull Volants im Seniorenbereich, ehe er für die Ottawa Senators wieder im Juniorenbereich aktiv war. 1947 trat er der Royal Canadian Air Force als Machinist bei und wurde im folgenden Jahr von der Militäreishockeymannschaft RCAF Flyers rekrutiert. Mit der Mannschaft nahm er 1948 an den Olympischen Winterspielen teil. Im Anschluss an das Turnier spielte er weitere drei Jahre lang für die RCAF Flyers, wobei er in der Saison 1950/51 auch ein Spiel für die Ottawa Senior Senators absolvierte. Von 1951 bis 1953 stand er für die Smiths Falls Rideaus und in der Saison 1953/54 für die Pembroke Lumber Kings auf dem Eis, bevor er seine Karriere beendete. 

### International
Für Kanada nahm Gravelle an den Olympischen Winterspielen 1948 in St. Moritz teil, bei denen er mit seiner Mannschaft die Goldmedaille gewann. In acht Spielen erzielte er drei Tore. 

## Erfolge und Auszeichnungen
- 1948 Goldmedaille bei den Olympischen Winterspielen